# Yves Sonan
Yves Sonan (né le 1er mai 1978) est un athlète ivoirien, spécialiste du sprint et du relais 4 × 100 m.
Il appartient au club français US Cenon Rive Droite.
Il mesure 1,77 m pour un poids de forme de 73 kg.
Ses deux meilleurs temps, obtenus à Radès en août 2002, ne sont guère significatifs (10 s 63 et 21 s 99), il détient le record de Côte d'Ivoire du relais 4 × 100 m en 38 s 60, avec ses coéquipiers Ibrahim Meité, Ahmed Douhou et Éric Pacôme N'Dri, obtenu lors des Championnats du monde 2001 à Edmonton où il termine 5e en finale.
Il participe aux Championnats d'Afrique à Bambous (2006) en plus de ceux de Radès (demi-finaliste à chaque fois).